# Anna-Maria Rawnopolska-Dean
Anna-Maria Rawnopolska-Dean (bułg. Анна-Мария Равнополска-Дийн; ur. 3 sierpnia 1960 w Sofii) – bułgarska kompozytorka, harfistka i pedagog.
Początkowo studiowała u włoskiej pedagog i harfistki Liany Pasquali, a następnie kontynuowała kształcenie w USA u Susann McDonald na Indiana University w Bloomington. W 1992 r. zadebiutowała w Carnegie Hall.

## Kompozycje
- Improvisation for harp solo, 2003
- “The turtle’s castle” for harp solo, 2003
- Four compositions for harp on Haiku poetry, 2003
- Waltz and Lullaby for piano solo, 2003
- Rap Tango for harp and voice, 2003
- Suite of eight dances: Laendrer, Tango, Fandango, Horo, Kazachok, Arabian dance, Pavane, 2004
- "Fantasy on Traviata”, 2005
- Two haiku pieces on Basho, 2006
- “The mystic trumpeter” on Walt Whitman, 2006
- Five haiku pieces “Solo Honkadorae Renga”, 2006

## Dyskografia
- Bulgarian Harp Favorites, Arpa d’oro, CD 2003
- Legende: French Music for Harp, Gega compact disc, 1999
- Harpist at the Opera (honoring the Donizetti bicentennial), Arpa d'oro CD, 1997
- Harps of the Americas (Paraguayan and pedal harps), Arpa d'oro CD, 1996
- Erich Schubert Pop Harp Festival, Gega CD, 1994
- A Harpist's Invitation to the Dance, Gega CD, 1992